# 夏曼纳
夏曼纳（義大利語：Siamanna），是意大利奥里斯塔诺省的一个市镇。总面积28.32平方公里，人口840人，人口密度29.7人/平方公里（2009年）。ISTAT代码为095057。